# Victim of Love (singolo Elton John)
Victim of Love è un singolo del cantante britannico Elton John, proveniente dall'omonimo album e composto da Pete Bellotte, Sylvester Levay e Jerry Rix.

## Il brano
Proveniente dall'omonimo album del 1979 Victim of Love, questa canzone (palesemente "disco") fu distribuita come singolo nello stesso anno, ma non ebbe successo, così come tutto l'LP: infatti, in Australia si posizionò al 38º posto, in Canada al 46° e negli Stati Uniti al 31°, mentre nel Regno Unito non entrò nemmeno in classifica.
Un insuccesso di tali proporzioni è facilmente spiegabile: il brano, così come tutto il disco di provenienza, fece storcere il naso a fans e critica in quanto costituiva un esperimento completamente estraneo alla musica di Elton; egli fornì solo l'apporto vocale a un progetto non suo (eccetto Johnny B. Goode, composta da Chuck Berry, tutti i brani sono stati scritti da Pete Bellotte in collaborazione con altri musicisti, e la Elton John Band non è presente; inoltre questo è il primo album nel quale Elton non suona il pianoforte né alcun altro tipo di strumenti a tastiera). Si cercò di sfruttare la popolarità della discomusic (proprio mentre essa era in una fase decisamente calante), dato che il precedente LP A Single Man non aveva riscosso molto successo in un contesto musicale ormai profondamente segnato dal punk rock e dalla new wave.
Subito dopo Victim of Love verrà pubblicato un altro singolo (proveniente dallo stesso album): Johnny B. Goode, cover in chiave "disco" dell'omonima canzone di Chuck Berry.